# Класична латина
Класична латина — термін, що позначає форму латинської мови, визнаної в якості стандарту письменниками кінця Римської республіки і Римської імперії. У деяких більш пізніх періодах він розцінювався як «хороша» латина, в той час як її більш пізні версії вважалися спрощеними або спотвореними. Слово «латинська» зараз за замовчуванням означає «класичну латину», скажімо, підручники латинської мови, присвячені класичній латині.